# اسنو لیک (آرکانزاس)
اسنو لیک (به انگلیسی: Snow Lake) یک منطقهٔ مسکونی در ایالات متحده آمریکا است که در شهرستان دشا، آرکانزاس واقع شده‌است. اسنو لیک ۴۷٫۸۵ متر بالاتر از سطح دریا واقع شده‌است.